# 15569 Feinberg
A 15569 Feinberg (ideiglenes jelöléssel 2000 GC60) a Naprendszer kisbolygóövében található aszteroida. A LINEAR projekt keretében fedezték fel 2000. április 5-én.